# Babax koslowi
El babax de Koslov (Babax koslowi) es una especie de ave paseriforme de la familia Leiothrichidae.
Es endémico de China. Está en peligro por la pérdida de su hábitat.

## Subespecies
Se reconocen dos subespecies:
- Babax koslowi koslowi (Bianchi, 1905)– los Himalayas del sur de China.
- Babax koslowi yuquensis D. Li & Wang, 1979– Himalayas del sureste del Tíbet.